# ムーセ
ムーセ（ビルマ語: မူစယ်ခရိုင်; ALA-LC翻字法: Mū cayʻ kha ruiṅʻ、IPA: /mùsɛ̀ kʰəjàɪN/ ムーセー・カヤイン）はミャンマーのシャン州の県（カヤイン）の一つ。 2001年時点で、4つの町と1162の村で構成されていた。中心地はムーセーである。

## 郡区
地区には次の町が含まれている。 
- クッカイ郡区（ကွတ်ခိုင်မြို့နယ်; Kutkai Township）
- ムーセー郡区（မူဆယ်မြို့နယ်; Mu Se Township）
- ナムカン郡区（နမ့်ခမ်းမြို့နယ်; Namhkam Township）